# Filmfare Awards
I Filmfare Awards sono un premio cinematografico presentato annualmente dal The Times Group per rendere onore all'eccellenza sia artistica che tecnica al cinema di Bollywood. La cerimonia per la consegna dei Filmfare è uno dei più antichi e più importanti eventi cinematografici legati al cinema indiano. I Filmfare Award sono stati consegnati per la prima volta nel 1954, stesso anno del National Film Awards. Inizialmente venivano chiamati Clare Awards in onore dell'editore della rivista The Times of India, Clare A Mandy. Un sistema di doppia votazione per selezionare i vincitori dell'evento è stato introdotto nel 1956. Sotto questo sistema, "a differenza dei National Film Awards, che vengono decisi da una giuria incaricata dal governo indiano, i Filmfare Award sono votati sia dal pubblico che da un comitato di esperti." I Filmfare Award sono spesso stati descritti come gli Oscar del cinema indiano.

## Premi

### Riconoscimenti al merito
- Miglior film
- Miglior regia
- Miglior attore
- Migliore attrice
- Miglior attore non protagonista
- Miglior attrice non protagonista
- Migliore interpretazione in un ruolo negativo (categoria rimossa dopo il 2007)
- Migliore interpretazione in un ruolo comico (categoria rimossa dopo il 2007)
- Miglior debutto maschile
- Miglior attrice debuttante
- Miglior direttore della musica
- Miglior paroliere
- Miglior cantante in playback maschile
- Miglior cantante in playback femminile

### Riconoscimenti della critica
- Miglior film
- Miglior attore o attrice
- Miglior documentario (categoria rimossa dopo il 2007)

### Riconoscimenti tecnici
- Migliore storia
- Migliore sceneggiatura
- Migliori dialoghi
- Miglior azione
- Migliore direzione artistica
- Miglior colonna sonora
- Miglior fotografia
- Miglior montaggio
- Migliori coreografie
- Miglior sonoro
- Migliori effetti speciali
- Migliori costumi

### Riconoscimenti speciali
- Lifetime Achievement
- Power Award (categoria rimossa dopo il 2008)
- Special Performance Award
- Best Scene of the Year
- RD Burman Award for New Music Talent
- Best Film of 50 Years (2005)

## Records
Film vincitore di più premi
- Black (2005) = 11
- Dilwale Dulhania Le Jayenge (1995) = 10
- Devdas (2002) = 10

Registi più vincenti
- Bimal Roy = 7
- Raj Kapoor = 4
- Yash Chopra = 4

Attori più vincenti (Miglior attore + Miglior attore non protagonista)
- Dilip Kumar (8+0) = 8
- Shahrukh Khan (8+0) = 8
- Amitabh Bachchan (5+3) = 8

Attrici più vincenti (Miglior attrice + Miglior attrice non protagonista)
- Nutan (5+1) = 6
- Jaya Bachchan (3+3) = 6
- Kajol (5+0) = 5
- Madhuri Dixit (4+1) = 5
- Rani Mukerji (2+3) = 5

Miglior direttore della musica
- A. R. Rahman = 10
- Shankar Jaikishan = 9

Miglior cantante in playback maschile
- Kishore Kumar = 8
- Mohammed Rafi = 6

Miglior cantante in playback femminile
- Asha Bhosle = 7
- Alka Yagnik = 7

Miglior paroliere
- Gulzar = 11
- Javed Akhtar = 8

Migliori coreografie
- Saroj Khan = 8
- Farah Khan = 6